# Reborn (album d'Era)
Pour les articles homonymes, voir Reborn.
Albums de Era
The Mass
(2003) Classics
(2009)
Reborn est le 4e album du groupe Era, sorti en 2008.
Le concept de l'album s'appuie essentiellement sur la combinaison le style habituel de Era à des chants maures. Cet album en appelle aux légendes arabes, égyptiennes ou perses.
L'album ne propose que dix titres bien que le temps d'écoute soit supérieur aux albums précédents.

## Liste des pistes
1. Sinfoni Deo - 4:40
Un titre qui alterne tantôt l'Ave Maria de Caccini, tantôt des sonorités plus rock interprétées par Miriam Grey
2. Reborn - 5:32 
Le titre phare de l'album. Mélange baroque de chants pseudo-latins, de paroles maures, de piano, de guitares électriques.
3. Dark Voices - 4:58
Un morceau énigmatique, peut-être légèrement à part, uniquement chanté en anglais.
4. Come Into My World - 5:15
Mené par Lena Jinnegren. Dans la lignée des titres "pop" des précédents albums (dans la veine de Misere Mani, Hymne, If You Shout). Pas de couplets, juste « Come into my world » répété à intervalles réguliers. Plutôt électro.
5. Prayers - 4:20
Pseudo-latin et arabe
6. Thousand Words - 5:20
Une pause spirituelle, plus calme, comme pour Sombre Day dans le troisième opus.
7. After Thousand Words - 4:57
Ce titre s'enchaîne avec le précédent, sans coupure. Plus entraînant.
8. Kilimandjaro - 4:32
Le titre le plus à part de l'album, uniquement chanté en anglais par une voix masculine sur cette montagne de l'Afrique.
9. Last Song - 4:46
Titre aux accents de bande son de film, dans la lignée des titres Impera ou Era
10. Come Into My World (Remix) - 9:10